# وایسنتورم
شهر وایسنتورم (به آلمانی: Weißenthurm) در ایالت راینلند-فالتز در کشور آلمان واقع شده‌است.